# Kumanica
Kumanica (Servisch cyrillisch Куманица) is een plaats in de Servische gemeente Ivanjica. De plaats telt 240 inwoners (2002).